# Хмільна (Бучанський район)

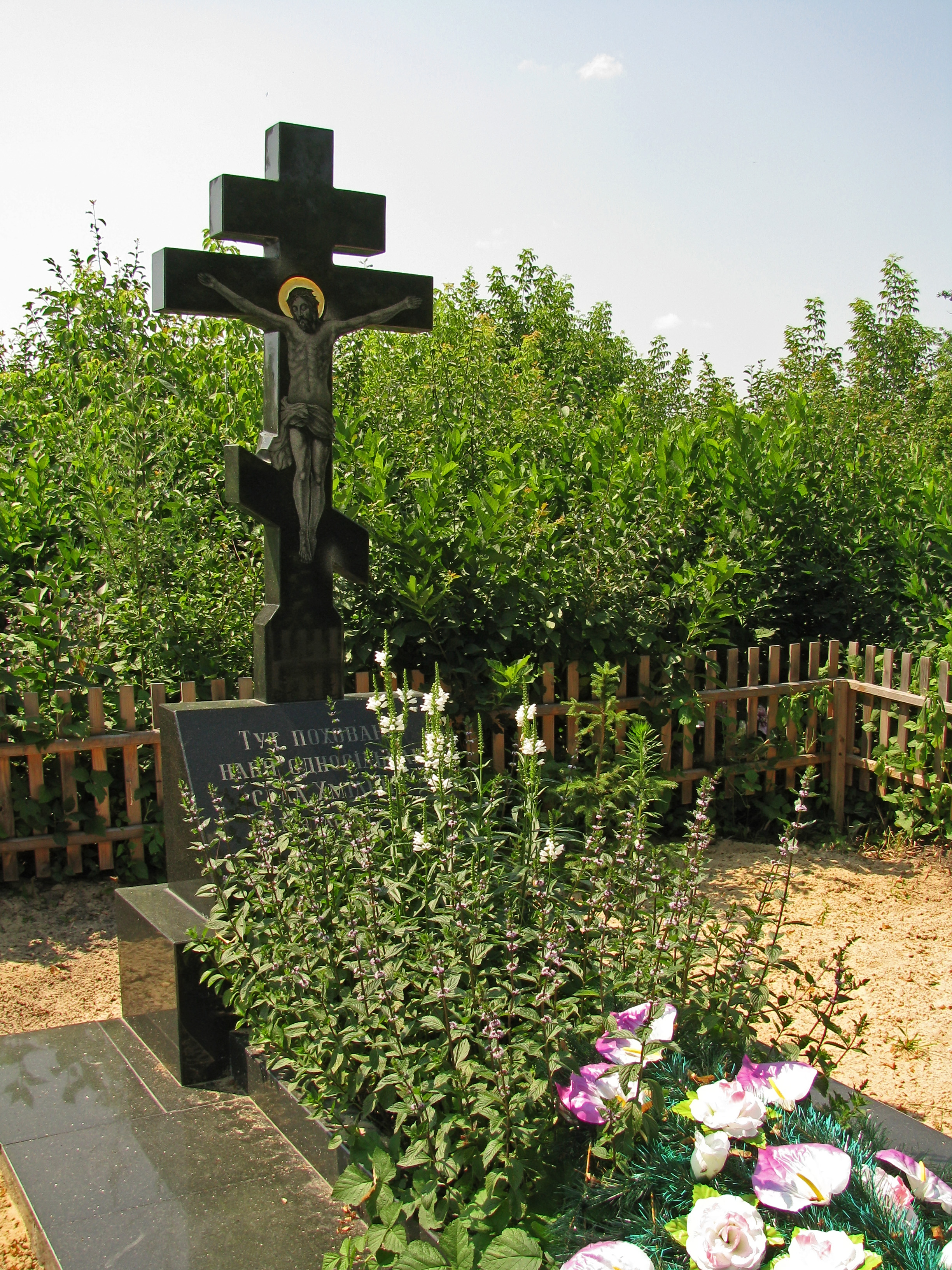
Пам'ятник односельчанам, які загинули в роки Великої Вітчизняної війни, с. Хмільна

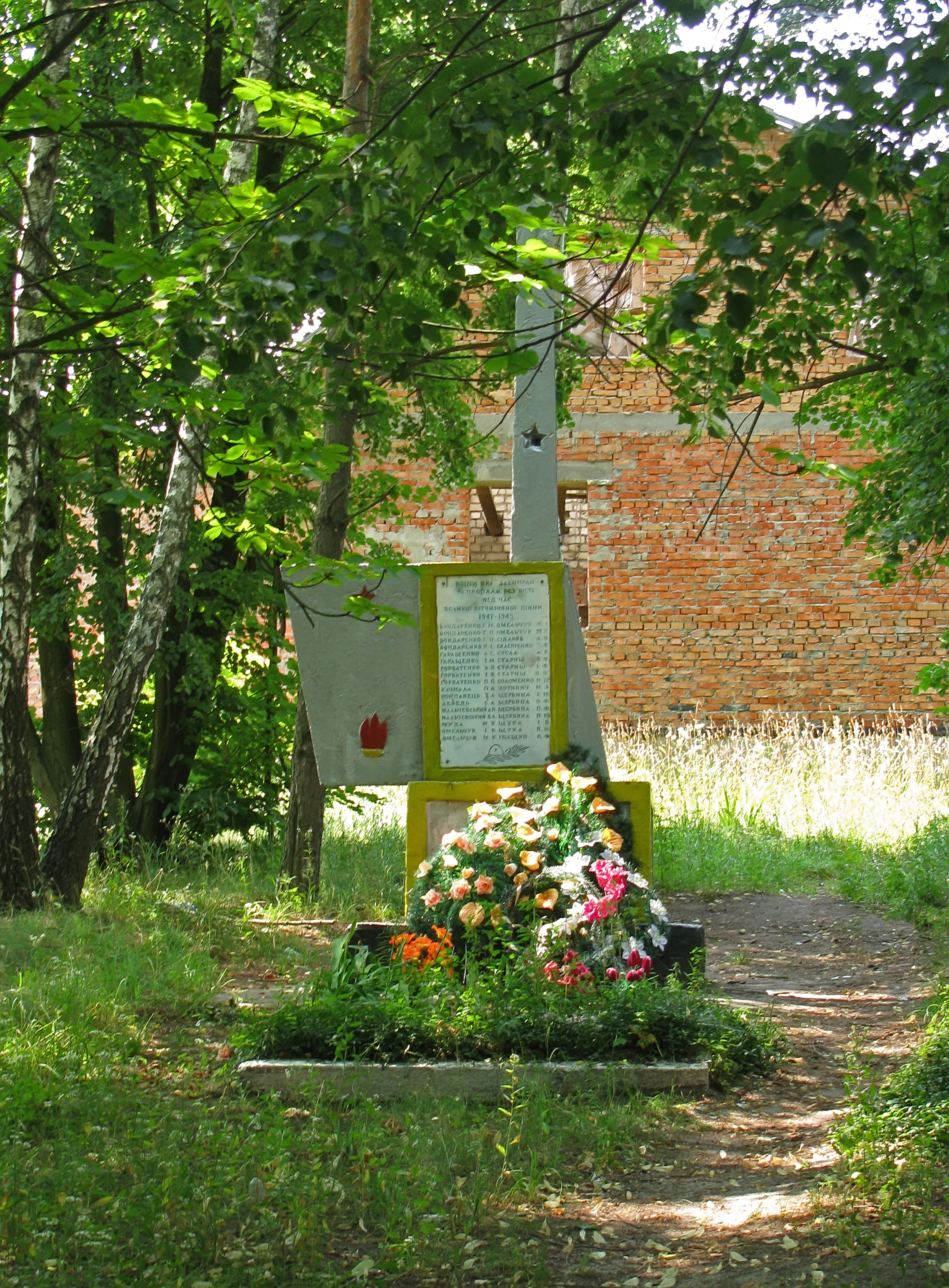
Братська могила воїнів Радянської Армії, які загинули в роки Великої Вітчизняної війни

Хмільна́ — село в Україні, в Бучанському районі Київської області. Населення становить 134 особи. Входить до складу Дмитрівської сільської громади.

## Пам'ятки
Поблизу села — кругле городище. Між селами Хмільна та Козинці в лісі збереглися залишки Змієвого валу.